# 유수 (광릉정왕)
광릉정왕 유수(廣陵靖王 劉守, ? ~ 6년 혹 10년)는 중국 전한의 황족이자 제후왕으로, 광릉왕이다. 광릉효왕 유패의 아들이다. 광릉효왕의 적통이 조카 유호가 죽음으로서 끊기자, 광릉애왕이 죽은 지 6년 후에 폐지된 광릉나라를 부활시키면서 광릉왕에 봉해졌다. 광릉정왕 17년(6년) 혹은 광릉정왕 20년(10년)에 죽어 아들 유굉이 계승했다.
한서 무오자전에 따르면 광릉애왕은 광릉애왕 16년(기원전 16년)에 죽었고 광릉정왕은 6년 후(기원전 10년)에 즉위했으며 광릉정왕 20년(10년)에 죽었다. 제후왕표에 따르면 광릉애왕은 광릉애왕 15년(기원전 17년)에 죽었고 광릉정왕은 6년 후인 원연 2년(기원전 11년)에 즉위했으며 광릉정왕 17년(6년)에 죽었다. 무오자전의 연대는 한나라가 8년에 망한 사실과 맞지 않는다.